# 단둥역
단둥역(중국어: 丹东站)은 중화인민공화국 랴오닝성 단둥시 전싱구에 있는 철도역이며 선단선・단다선의 역이다.
조중우의교를 거쳐 조선민주주의인민공화국 평안북도 신의주시에 위치한 신의주청년역으로 철도가 연결되어 있다.

## 역 구조
3면 5선의 승강장이 있는 역이다.

### 승강장
| ↑ 진산완・진장 |
| ３ \| ２ \| １ |
| 신의주청년 ↓   |

| 번호 | 노선   | 행선지                                |
| ---- | ------ | ------------------------------------- |
| 1~3  | 선단선 | 펑황청・번시・선양・징하선베이징 방면 |
| 1~3  | 단다선 | 첸양 방면                             |
| 1~3  | 평의선 | 신의주청년・평양 방면                 |

## 연혁
- 1904년 : 개통

## 인접한 역
| 선단선           | 선단선 | 선단선         |
| ---------------- | ------ | -------------- |
| 진산완 선양 방면 | 선단선 | 시·종착역      |
| 단다선           |        |                |
| 시·종착역        | 단다선 | 진장 첸양 방면 |